# Yucca harrimaniae
Yucca harrimaniae Trel. es una especie de la familia Asparagaceae.

## Distribución y hábitat
Es nativa de Utah, Nevada, Colorado, en el noreste de Arizona y el norte de Nuevo México, en elevaciones de 1000 m hasta 2700 metros. Se encuentra asociada con Pediocactus despainii, Pediocactus winkleri, Pediocactus simpsonii, Sclerocactus spinosior, Sclerocactus blainei, Sclerocactus parviflorus, Sclerocactus wrightiae, Escobaria missouriensis, especies de Echinocereus-, Escobaria-, Micropuntia y Opuntia.

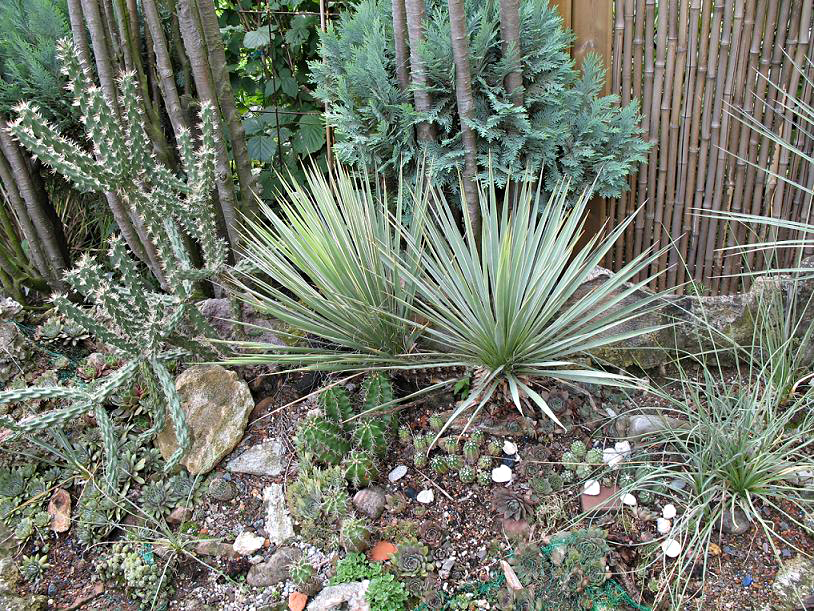
Vista de la planta

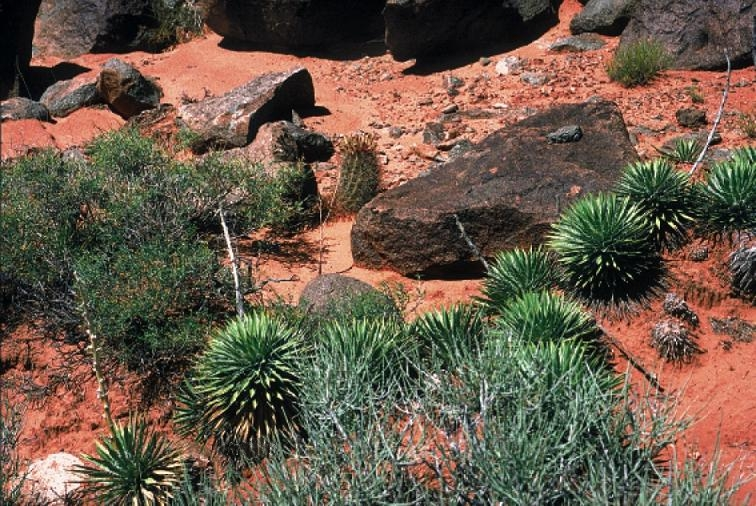
En su hábitat

## Descripción
Yucca harrimaniae es una especie pequeña, casi sin tallo que forma grupos de rosetas. Las flores se presentan colgando hacia abajo, en parte de color blanco verdoso, en parte violáceas. La especie está estrechamente relacionado con  Y. sterilis (Neese & S.L.Welsh) S.L.Welsh & L.C.Higgins..

## Taxonomía
Yucca harrimaniae fue descrita por William Trelease  y publicado en Annual Report of the Missouri Botanical Garden 13: 59, pl. 28–29, pl. 83, f. 10, pl. 93, f. 1. 1902.
Etimología
Yucca: nombre genérico que fue nombrado por Carlos Linneo y que deriva por error de la palabra taína: yuca (escrita con una sola "c").
harrimaniae: epíteto
Sinonimia
- Yucca gilbertiana (Trel.) Rydb.
- Yucca harrimaniae subsp. gilbertiana (Trel.) Hochstätter
- Yucca harrimaniae var. gilbertiana Trel.
- Yucca nana Hochstätter[3][8][9]